# Copertino
Copertino város (közigazgatásilag comune) Olaszország Puglia régiójában, Lecce megyében.

## Története
A hagyományok szerint a várost a középkorban (924 körül) alapították a szaracén támadások elől menekülő mollonei, ciglianói és cambrói lakosok (ma ezen települések a városhoz tartoznak). Nevének eredetét a Conventino szóból származtatják, mely az 1088-ban épült parókiára és plébániatemplomra utal. Az évszázadok során Copertino gazdasága az olívaolajkészítésre alapult, melyet Gallipoli kikötőjén át szállítottak Európa más vidékeire.
A város manapság arról is ismert, hogy a Negramaro együttes frontembere, Giuliano Sangiorgi itt nőtt fel.

## Népessége
A lakosság számának alakulása:

## Látnivalók
- a San Giuseppe da Copertino templom, azon istálló helyén épült melyben Copertinói Szent József megszületett.
- a plébániatemplomot 1088-ban a normannok építették. Harangtornyát később, 1575-ben építették hozzá. A 18.  században átalakították barokk stílusban, így az eredeti román freskók elvesztek
- a kastélyt szintén a normannok építették a 11. században, majd az 1540-es években

## Híres copertinóiak
- Copertinói Szent József